# Muyu (köpinghuvudort i Kina, Hubei Sheng, lat 31,47, long 110,39)
Muyu (kinesiska: 木鱼, 木鱼镇) är en köpinghuvudort i Kina. Den ligger i provinsen Hubei, i den centrala delen av landet, omkring 380 kilometer väster om provinshuvudstaden Wuhan. Antalet invånare är 9 089. Befolkningen består av 4 282 kvinnor och 4 807 män. Barn under 15 år utgör 10,0 %, vuxna 15-64 år 78 %, och äldre över 65 år 10,0 %.
Runt Muyu är det ganska tätbefolkat, med 54 invånare per kvadratkilometer. Det finns inga andra samhällen i närheten. I omgivningarna runt Muyu växer i huvudsak blandskog.
Genomsnittlig årsnederbörd är 1 320 millimeter. Den regnigaste månaden är augusti, med i genomsnitt 210 mm nederbörd, och den torraste är december, med 16 mm nederbörd.